# Vztlakové těleso

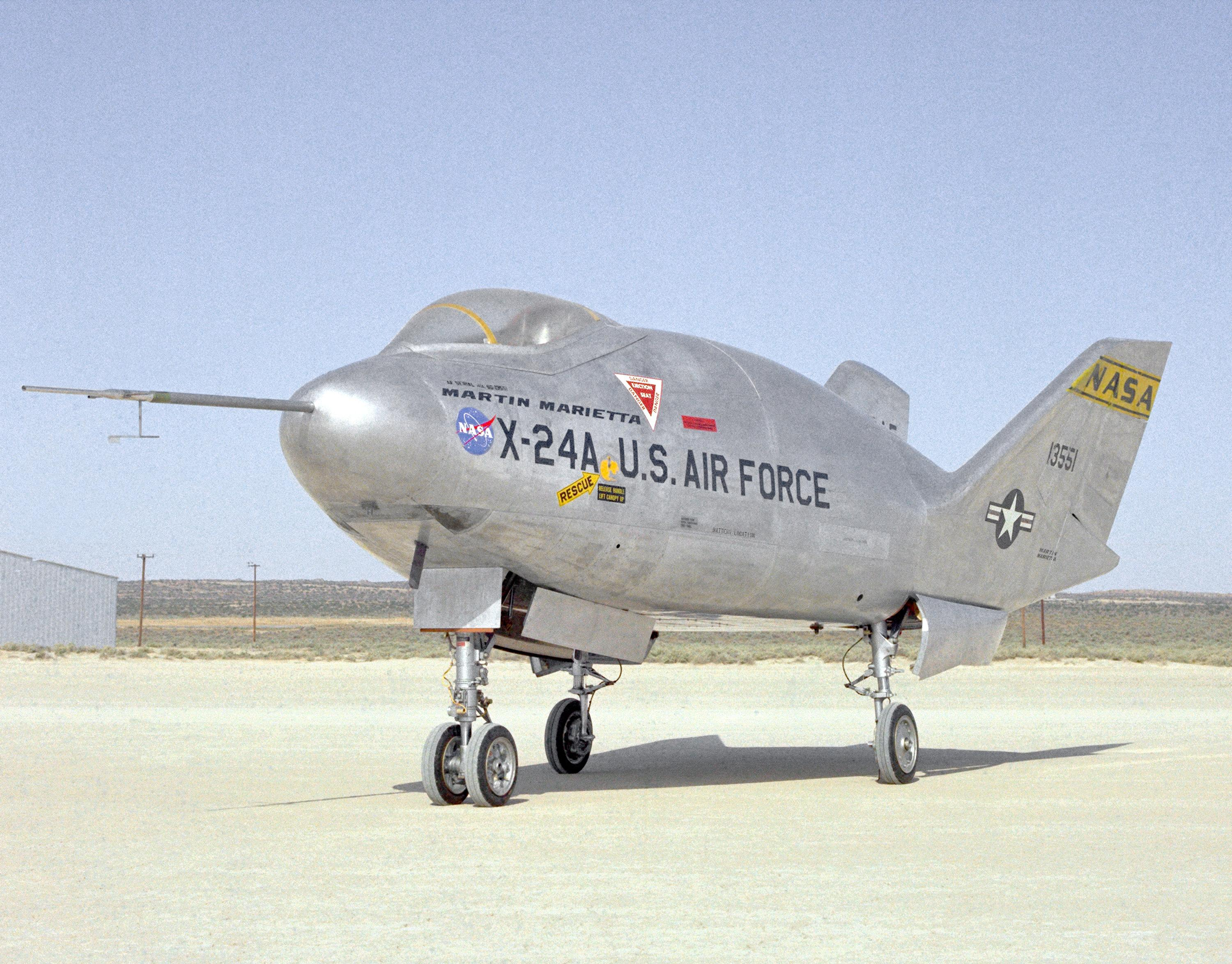
Letoun X-24 vyráběný mezi lety 1963 a 1975 v rámci experimentálního programu americké armády.

Vztlakové těleso je takové uspořádání letadla nebo kluzáku s pevnými plochami, kdy samotný tvar trupu vytváří významnou část vztlaku. Některá provedení se tvarem mohou podobat samokřídlům, např. Vought XF5U.

## Historie a použití
Koncept vztlakového tělesa se objevoval od počátků aeronautiky, ale výraznější práce se datují do 60. let 20. století (NASA, MiG). Běžně se tento konstrukční princip uplatňuje u stíhacích letounů, např. MiG-29 nebo F-15. Jako vztlaková tělesa jsou stavěny i hybridní vzducholodě.

## Vztlaková tělesa v kosmonautice

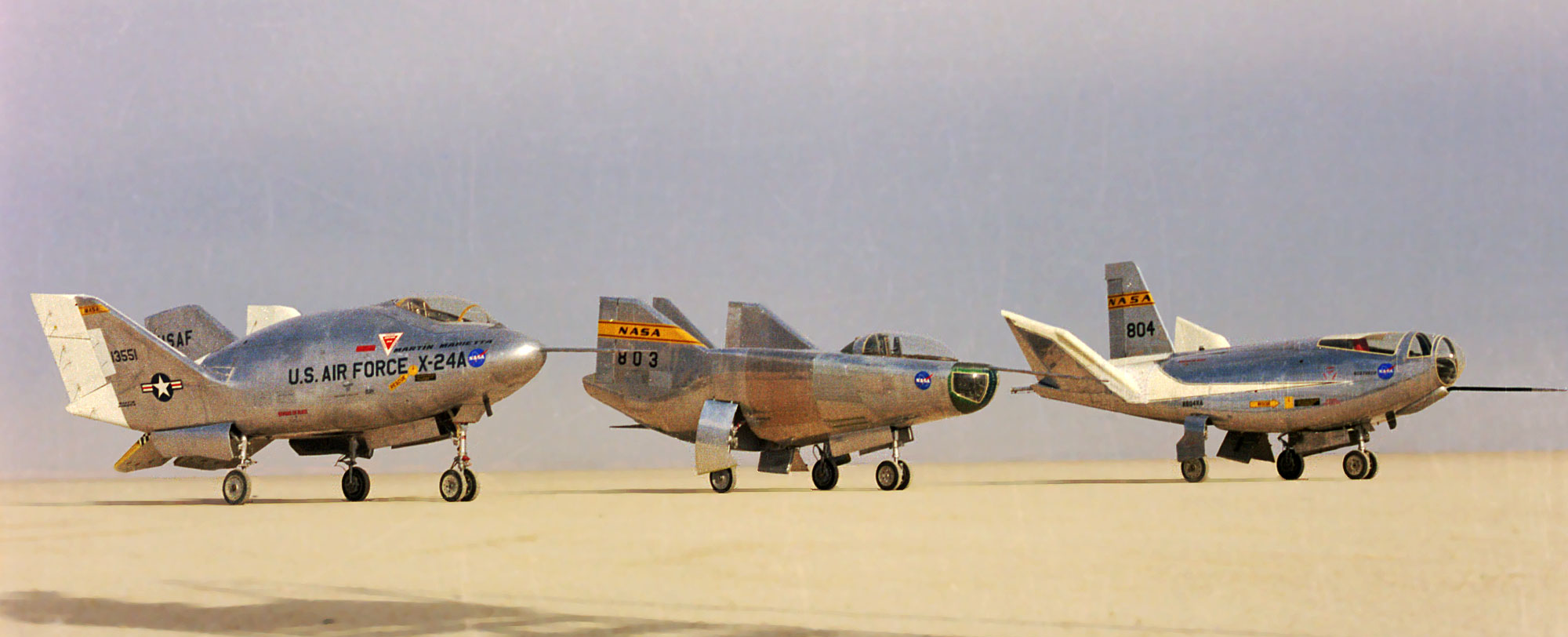
Vztlaková tělesa (zleva) X-24A, M2-F3 a HL-10. (NASA)

Některé z výhod "čistých" vztlakových těles (zejména dobrý vztlak za hypersonických rychlostí při zachování kompaktního tvaru) jsou potenciálně nejvýraznější v kosmonautice jako tvary návratových modulů kosmických lodí (Kliper, X-38, HL-20, X-33), přičemž některé byly i bezpilotně otestovány alespoň za nízkých rychlostí. Při vývoji raketoplánů v USA i SSSR byly zvažovány i konstrukce tohoto typu (např. návratem z oběžné dráhy otestovaný americký X-23 nebo ruský BOR-4). Pokusné vztlakové těleso IXV testuje i ESA. V současnosti má šanci na realizaci i miniraketoplán Dream Chaser od Sierra Nevada Corporation.